# Ilhas Pérola

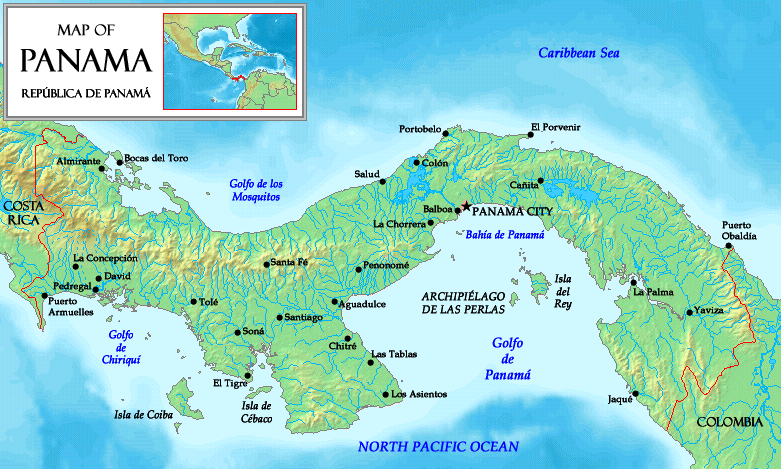
Mapa do Panamá

Localizadas no Panamá, as Ilhas Pérola situam-se no Golfo do Panamá, no lado panamenho do Oceano Pacífico. A maior ilha do arquipélago é a Ilha do Rei mas a mais conhecida pelos seus resorts é a Ilha Contadora.
As outras ilhas denominam-se Bolano, Buena Vista, Cana, Casaya, Chepra, Chitre, Cocos, Espiritu Santo, Galera, Gallo, Gilbraleon, Lampon, Marin, Mina, Mogo Mogo ou Pajaro, Pacheca, Pachequille, Pedro Gonzalez, Puerco, San Jose, Senora, Vivenda, Vivienda e Viveros.
Em 1979, o Xá da Pérsia exilou-se em Contadora durante um breve período. Destacaram-se recentemente pela realização de várias edições do programa Survivor, em versões de vários países (Estados Unidos, Portugal, por exemplo).